# Jun Togawa
Jun Togawa (戸川純), född 31 mars 1961 i Tokyo, Japan, är en musiker, sångare och skådespelare. Hon är/var medlem i grupperna Yapoos och Guernica.

## Diskografi
- Tamahime-sama (1984)
- Kyokuto Ian Shoka (1985)
- Suki Suki Daisuki (1985)
- Showa Kyonen (1989)
- TOGAWA Fiction (2004)